# Leptoreodon
Genre
Leptoreodon est un genre fossile de mammifères placentaires artiodactyles, de la famille des Protocératidés. On en connaît sept espèces, qui ont vécu en Amérique du Nord au cours de l'Éocène, il y a entre 46,2 et 40,4 millions d'années. L'espèce type est Leptoreodon marshi, décrite en 1898.

## Description
Les Leptoreodon étaient des artiodactyles de petites tailles assez semblables à un cervidé sans bois bien qu'apparentés à la famille des Camelidae. Ils devaient faire entre 9 et 15 kg ce qui est nettement plus petit que les membres de leur famille qui leur ont succédé. Ces animaux ne sont connus que par des restes fossiles incomplets, mais une reconstitution est possible en comparant les restes avec ceux d'animaux similaires mais mieux connus. Le crâne, contrairement à des formes similaires comme Protoceras, était sans cornes et très semblable à celui du cerf porte-musc actuel (Moschus moschiferus), avec de longues canines supérieures fortes et protubérantes. Leptoreodon était petit comparé aux autres protoceratidae et ne dépassait probablement pas un mètre de long. Il ne différait du très similaire Leptotragulus que par quelques différences de dentition : la quatrième prémolaire inférieure était dotée d'un grand métaconide bulbeux avec une crête antérieure incurvée. De plus, le bassin de la griffe avait tendance à se fermer vers l'arrière.

## Répartition

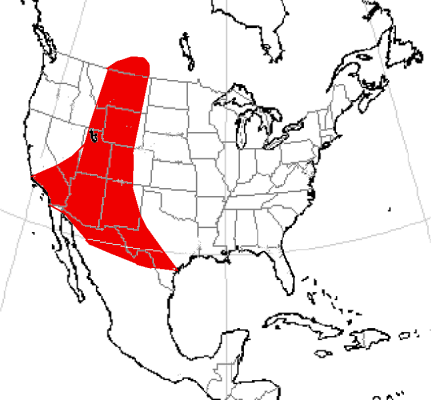
Carte de la répartition supposée de Leptoreodon.

Leptoroedon vivait dans le centre et dans l'Ouest de l'Amérique du Nord dans une zone géographique actuellement occupé par les Grandes Plaines et allant jusqu'à la chaînes côtières californiennes et l'océan Pacifique. 
Les fossiles de Leptoroedon ont été découverts au Canada (dans le Sud de la province du Saskatchewan), et aux États-Unis (dans les États du Wyoming, du Montana, de l'Utah, du Texas mais surtout dans le Sud de la Californie). 
Il est possible que le genre Leptoreodon comme Pseudoprotoceras ait été présent dans le Nord du Mexique, à la frontière avec les États-Unis, mais pour l'instant aucun reste fossile n'y a été découvert.

## Liste des espèces
Selon Paleobiology Database (11 août 2025) :
- Leptoreodon edwardsi Stock, 1936
- Leptoreodon golzi Ludtke & Prothero, 2004
- Leptoreodon leptolophus Golz, 1976
- Leptoreodon major Golz, 1976
- Leptoreodon marshi Wortman, 1898
- Leptoreodon pusillus Golz, 1976
- Leptoreodon stocki Kelly, 1990